# Przylądek Talbota
Przylądek Talbota – przylądek położony w Australii Zachodniej w pobliżu Przylądka Londonderry.